# Parenica

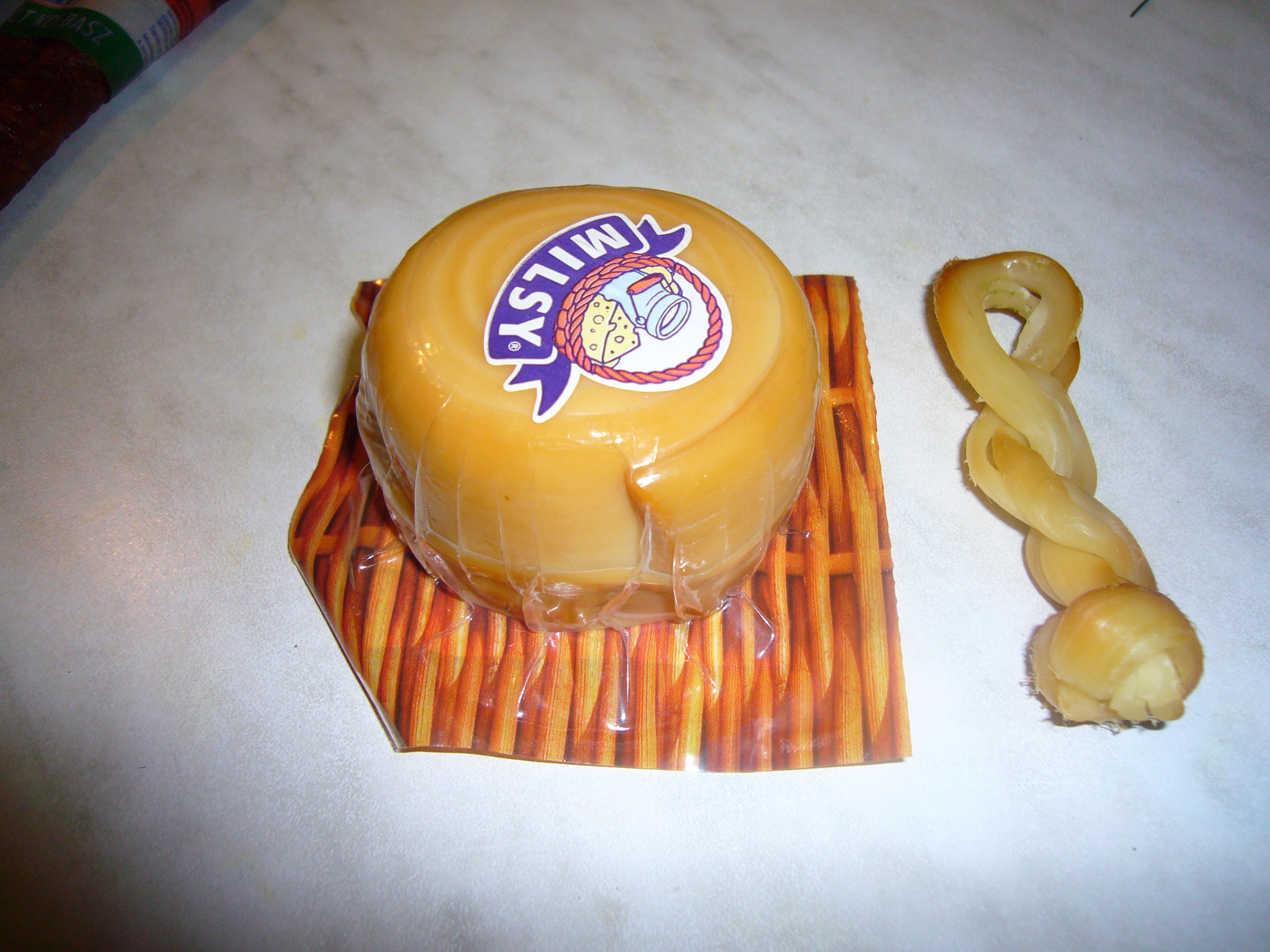
Parenica ahumado.

El Parenica es un queso tradicional eslovaco semiduro, sin corteza, semigraso, al vapor y normalmente ahumado, aunque también se encuentra sin ahumar. Es cremoso y tiene un color amarillo el cual se oscurece al ser ahumado. Se produce en tiras, que se trenzan en espirales dando una forma final que asemeja a un caracol.
El nombre procede de la palabra eslovaco para vaporizar. El Parenica es una Indicación Geográfica Protegida por la Unión Europea.